# Wieringermeer

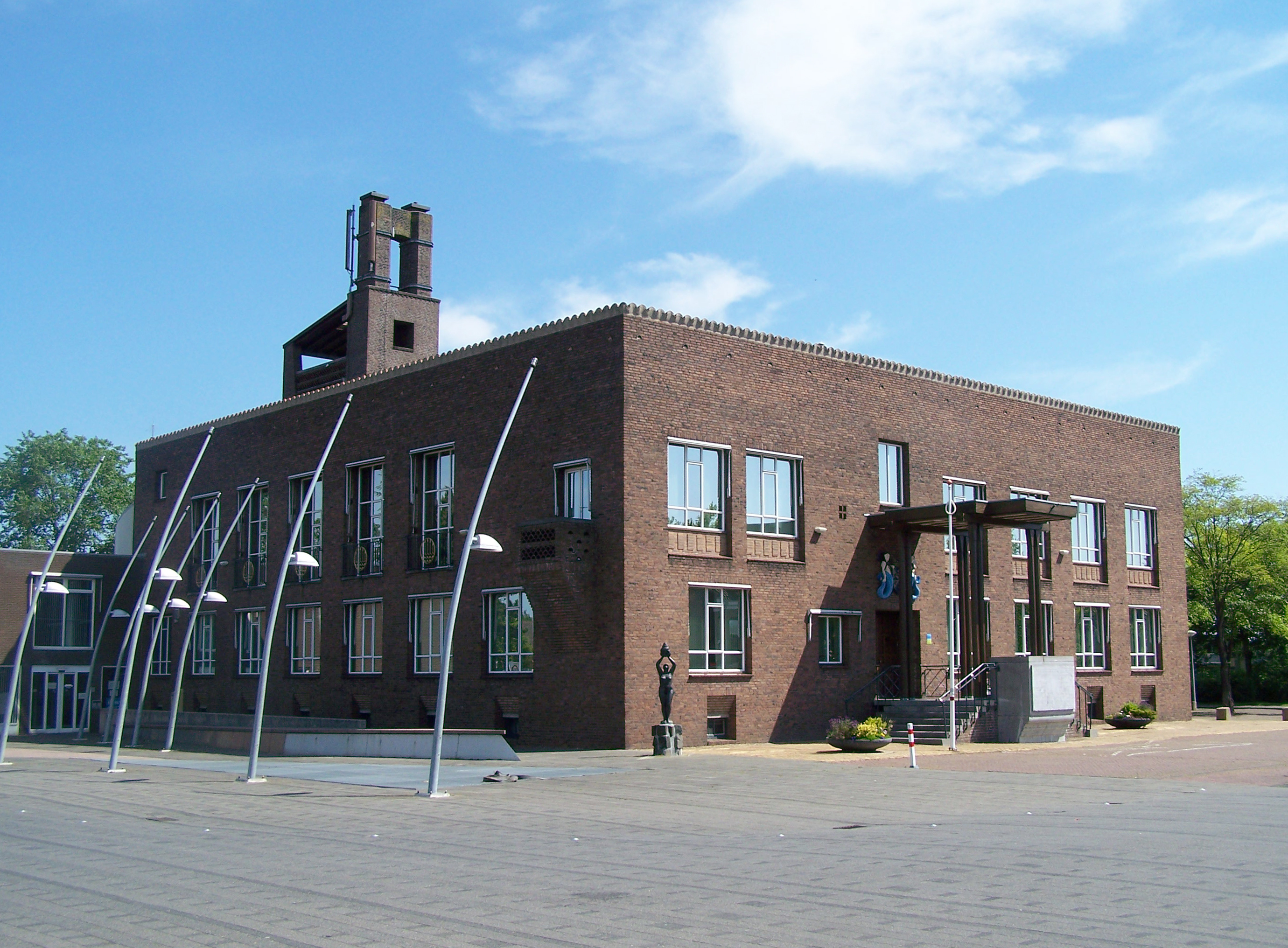
Stadshuset Wieringerwerf.

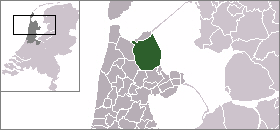
Wieringermeers läge

Wieringermeer var en kommun i provinsen Noord-Holland i Nederländerna. Kommunens totala area var 307,76 km² (där 112,94 km² var vatten) och invånarantalet var på 12 583 invånare (2004). Sedan 2012 ingår Wieringermeer i kommunen Hollands Kroon.